# 솔로몬바다제비
솔로몬바다제비(Pseudobulweria becki)는 최근에 발견된 종으로, 조류학자 롤로 벡을 기념하는 뜻으로 벡바다제비라고도 부르며, 학명에도 들어가 있다.